# Nakajima A6M2-N
Il Nakajima A6M2-N Navy Type 2 (nome in codice alleato Rufe) era un idrocaccia intercettore/cacciabombardiere monomotore monoposto sviluppato dall'azienda aeronautica giapponese Nakajima Hikōki KK negli anni quaranta.
Basato sul più famoso caccia imbarcato Mitsubishi A6M "Zero", ne era uno sviluppo idro a galleggiante singolo e venne utilizzato dalla Dai-Nippon Teikoku Kaigun Kōkū Hombu, il Servizio aeronautico della Marina imperiale giapponese durante la seconda guerra mondiale.

## Storia del progetto
Il Rufe deve le sue origini all'esigenza di dotarsi di un idrovolante militare atto a fornire supporto alle operazioni anfibie e difendere le basi remote. La struttura era basata su quella del Mitsubishi A6M-2 Model 11 Zero del quale condivideva parte della fusoliera, dotandolo di un impennaggio modificato e un galleggiante centrale più due più piccoli sotto l'ala con funzioni equilibratrici. Il progetto era il frutto di Shinobu Mitsutake, Capo ingegnere alla Nakajima, ed Atsushi Tajima, uno dei progettisti della compagnia. Ne furono costruiti un totale di 327 esemplari, incluso il prototipo originale.
L'aereo venne progettato nel 1942, riferito a lui come "Suisen 2" ("Idro caccia type 2"), e venne utilizzato solo in combattimenti difensivi nelle Aleutine e nelle Isole Salomone. Come idrovolanti erano molto efficaci nei combattimenti notturni contro le modeste PT boat utilizzati dalla United States Navy, ed erano difficile da individuare, anche con i primi radar. Erano in grado di lanciare razzi segnalatori con cui illuminare le PT in modo da essere vulnerabili al fuoco dei cacciatorpediniere, e dipendevano dalla copertura dell'oscurità. Dato che la nave lasciava una scia fosforescente che era visibile dall'alto, lasciavano i motori al minimo per ridurre la minaccia. È stata per questa ragione che la PT-109 di John Fitzgerald Kennedy venne pescata al largo inattivo e speronato in uno scontro storico con il cacciatorpediniere Amagiri, impossibilitato nell'evitarlo in tempo.
L'idrovolante servì inoltre come intercettore per proteggere i rifornimenti di carburante a Balikpapan e la base Avon  (Indie Orientali Olandesi) rinforzare la base Shumushu (Nord Curili) nello stesso periodo.  Come caccia imbarcati sulla portaidrovolanti Kamikawa Maru nelle aree delle Salomone e Curili e nelle sortite degli incrociatori ausiliari Hokoku Maru e Aikoku Maru nell'Oceano Indiano. Durante i combattimenti nelle Isole Salomone, gli assi dei "Rufe" della Marina abbatterono quattro americani caccia Grumman F4F Wildcat. Nelle campagne delle Aleutine questi aerei ingaggiarono i caccia Lockheed P-38 Lightning e i bombardieri Boeing B-17 Flying Fortress. Quest'aereo venne usato come intercettore, cacciabombardiere, e ricognizione per assalti anfibi, ed altri usi.

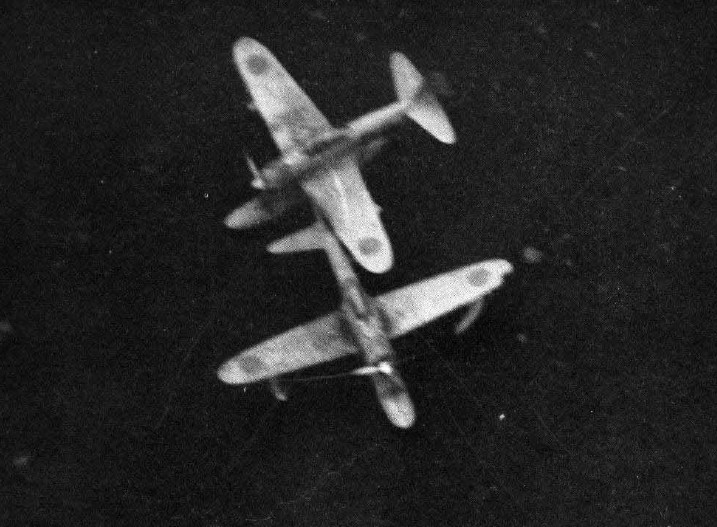
A6M2-N nell'isola Attu in Alaska

Più tardi nel conflitto il Gruppo Aereo Otsu utilizzò l'A6M2-N come intercettore come il Kawanishi N1K1 Kyofu ("Rex") con base vicino al lago Biwa nell'area di Honshū.
Sfortunatamente per i suoi piloti, i grandi galleggianti sotto la fusoliera e le ali ridussero le sue capacità del 20%, abbastanza per non essere una minaccia per la prima generazione di caccia Alleati.

## Utilizzatori
Giappone
- Dai-Nippon Teikoku Kaigun Kōkū Hombu